# Lele Pons
Eleonora Gariela Pons Maronese (sinh ngày 25 tháng 6 năm 1996), được biết đến rộng rãi hơn với nghệ danh Lele Pons là một diễn viên, người mẫu người Mỹ gốc Venezuela. Lele Pons được biết đến rộng rãi qua các video ngắn được đăng tải trên ứng dụng Vine.
Lele Pons hoạt động dưới quyền quản lý của Shots Studio, công ty này đồng thời quản lý các nội dung được đăng tải lên kênh Youtube có hơn 17,7 triệu người đăng ký của cô

## Tiểu sử
Lele được sinh ra tại Caracas, Venezuela. Mẹ cô là Anna Maronese, một phụ nữ gốc Ý, một bác sĩ nhi khoa và Luis Pons, một kiến trúc sư gốc Catalunya. Gia đình Pons chuyển sang Mỹ do Cuộc khủng hoảng tại Venezuela nổ ra lúc đó Pons khoảng 5 tuổi. Cô tốt nghiệp trường THPT Miami Country Day vào năm 2015 rồi tới sống tại LA.
Đa số các video cô làm đều xoay quanh những tình huống hài hước về gia đình, bạn bè, trường lớp.

## Sự nghiệp
Cô khởi nghiệp bằng ứng dụng Vine, cô thu hút hơn 8,4 triệu người theo dõi trên ứng dụng này. Vào ngày 13 tháng 5 năm 2017, Instagram của Lele cán mốc 17 triệu followers.
Năm 2021, Instagram của cô có hơn 46,2 triệu followers.
Pons từng góp mặt trong mùa hai của series kinh dị Scream. Cô bắt đầu cộng tác với Shots Studio từ năm 2016, vào tháng 4 cùng năm, Lele phát hành cuốn sách "Surviving High School" được NY Times đánh giá cao. Hãng thời trang Dolce & Gabbana đã mời Lele làm người mẫu cho Tuần lễ Thời trang Milan 2017. Đồng thời vào năm 2017, cô được mời làm giám khảo đêm chung kết Hoa hậu Hoàn vũ 2017. Mới đây Pons cũng được góp mặt trong MV "Havana" của Camila Cabello với vai trò cameo.